# Assassinat de Boris Nemtsov
L'assassinat de Boris Nemtsov, personnalité politique russe, ancien premier vice-président du gouvernement de la fédération de Russie et opposant au président russe Vladimir Poutine, a lieu le 27 février 2015, à 23 h 31, sur le pont Bolchoï Moskvoretski dans le centre de Moscou, à quelques pas du Kremlin. Un assaillant inconnu tire sept ou huit coups avec un pistolet Makarov PM ; quatre d'entre eux touchent Boris Nemtsov à la tête, au cœur, au foie et à l'estomac, le tuant presque instantanément. Sa mort a lieu quelques heures après qu'il a fait appel au public pour soutenir une marche contre la guerre de la Russie en Ukraine. Cet assassinat survient surtout quelque deux semaines seulement après la signature des accords de Minsk II, le 11 février 2015, dont Vladimir Poutine sort vainqueur en imposant un terme aux affrontements dans le Donbass et en ouvrant une voie à des négociations sur l'autonomie des deux républiques de Donetsk et Louhansk.
Cet assassinat suscite une très vive réaction internationale et pose, de façon opportune, la question de l'opposition politique en Russie. Les autorités russes le condamnent également et promettent une enquête approfondie.
Le 8 mars 2015, les autorités russes accusent Anzor Goubachev et Zaour Dadaïev (ru), tous deux originaires du Caucase du Nord, d'être impliqués dans le crime. Dadaïev avoue être impliqué dans le meurtre selon les autorités russes, mais, selon les médias russes, il retire ses aveux par la suite. Trois autres suspects sont arrêtés à la même époque et, selon les médias russes, un autre suspect se fait exploser à Grozny lorsque les forces de police russes encerclent son immeuble.

## Déroulement des événements

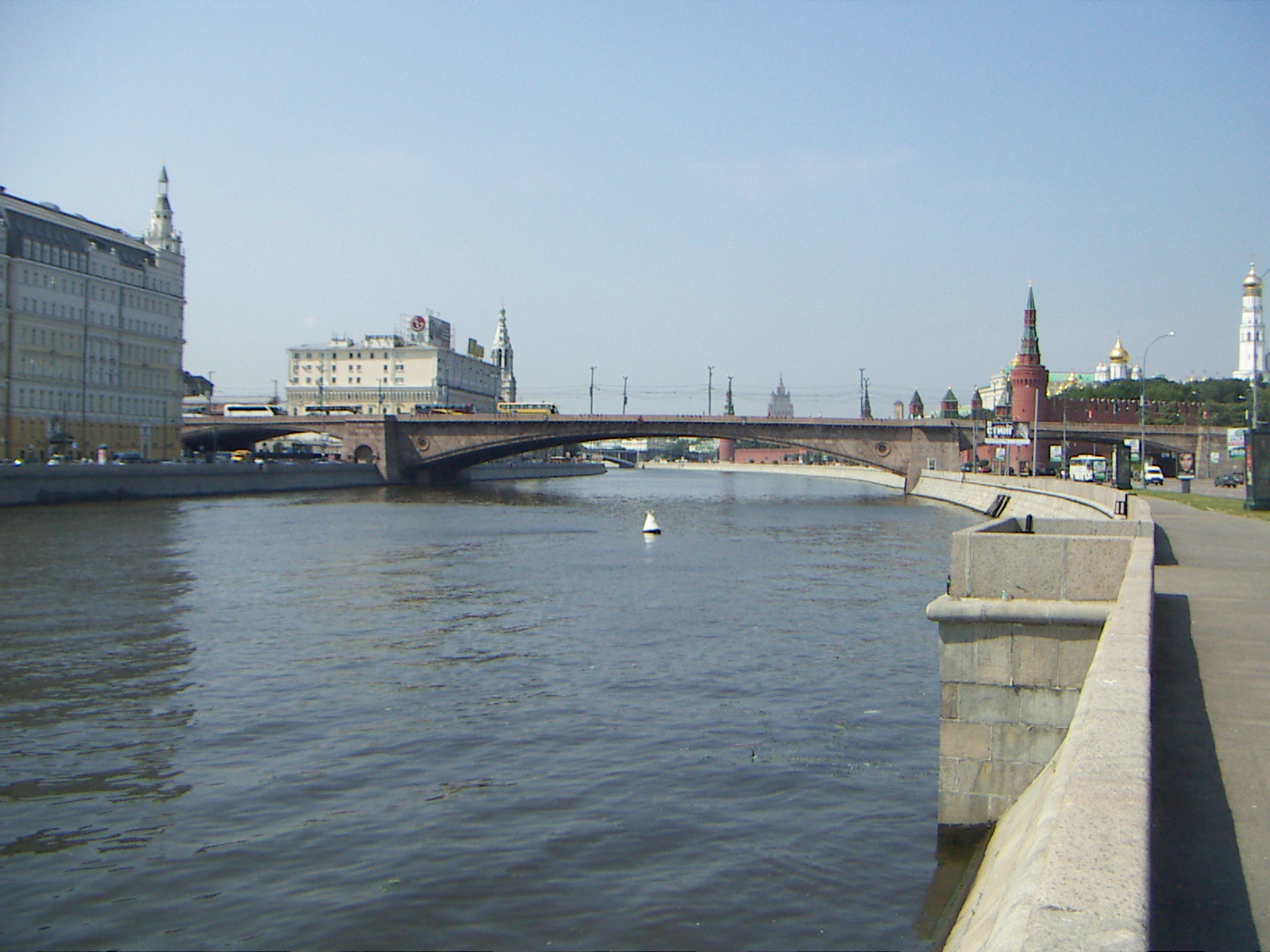
Le pont Bolchoï Moskvoretski, lieu de l'assassinat de Boris Nemtsov

Boris Nemtsov est abattu le 27 février 2015, à 23 h 31, dans le centre de Moscou, en traversant le pont Bolchoï Moskvoretski près du Kremlin après un repas, en compagnie d'Anna Douritskaïa, 23 ans et ancien mannequin ukrainien qui avait été sa petite amie pendant deux ans et demi. Elle est un témoin direct de l'assassinat du politicien russe.
Le tueur attendait apparemment Nemtsov sur un escalier latéral menant au pont. Au moins six coups de feu ont été tirés, dont quatre touchant Nemtsov. Le tueur utilise soit un pistolet standard Makarov PM soit un pistolet à gaz (en) Makarych modifié pour être utilisé avec des munitions létales. L'homme est décrit de taille moyenne d'environ 170-175 cm, coupe courte, et vêtu d'un jean et d'un pull marron.

## Réactions

### Réactions politiques

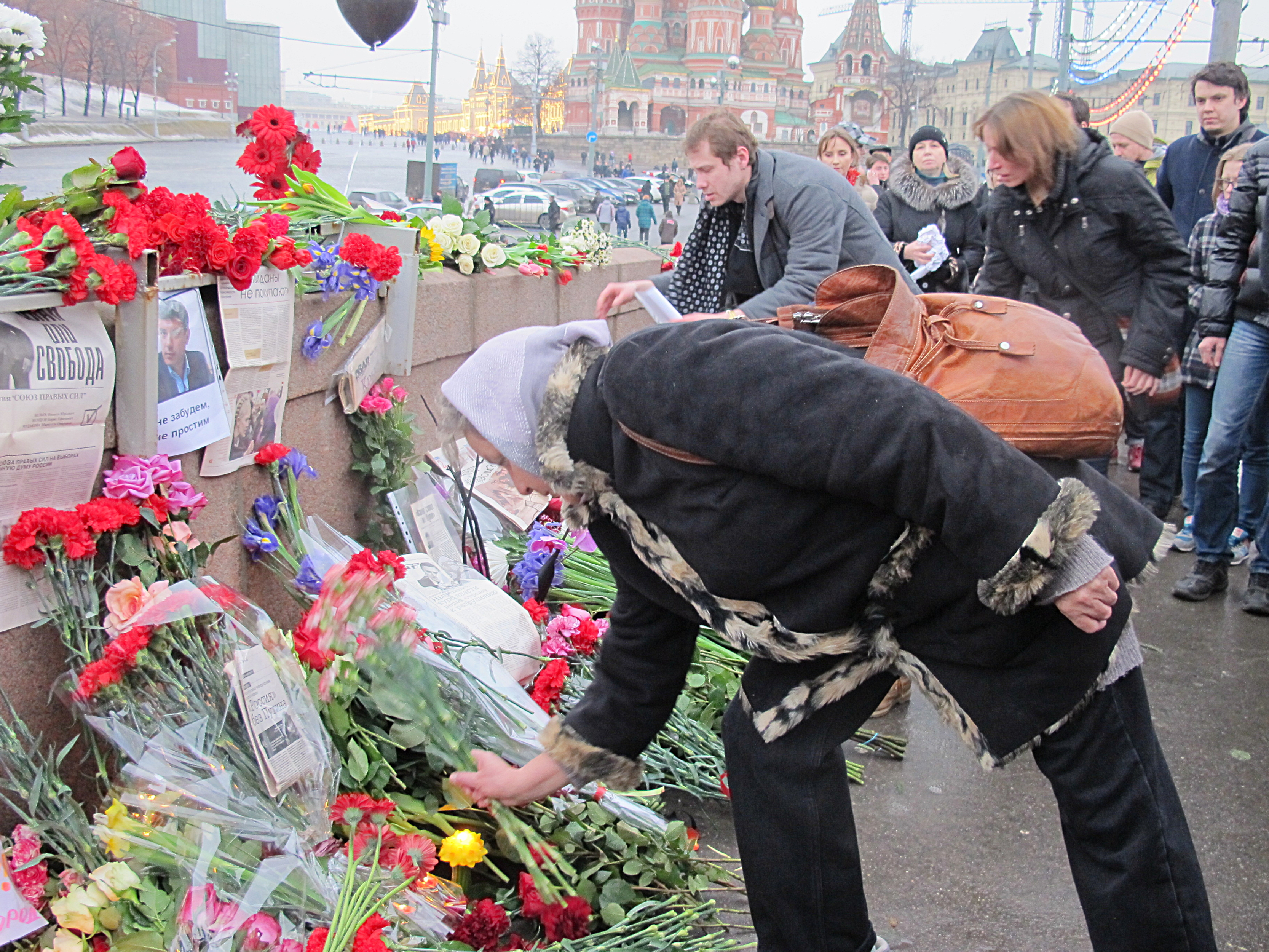
Moscou le 28 février 2015

#### Allemagne
La chancelière allemande Angela Merkel s'est déclarée « consternée » par le « meurtre lâche » de Boris Nemtsov et a demandé à Vladimir Poutine que toute la lumière soit faite sur cet assassinat.

#### États-Unis
Le président Barack Obama parle de « meurtre brutal » et appelle le gouvernement russe à « rapidement mener une enquête impartiale et transparente », tandis que le secrétaire d'État John Kerry s'est dit « choqué et attristé ». De plus, la Maison-Blanche ajoute qu'elle réclame que les circonstances de l'assassinat soient élucidées et que les responsables « de ce meurtre odieux soient traduits en justice ».
Par ailleurs, le président explique dans sa première réaction publique à la mort de Boris Nemtsov : « J’admirais le combat courageux de Nemtsov contre la corruption en Russie et je lui suis reconnaissant d’avoir partagé ses opinions franches avec moi lorsque nous nous sommes rencontrés à Moscou, en 2009 ».

#### France
Le président François Hollande a dénoncé ce meurtre comme étant un « assassinat odieux » et a salué la mémoire d'un « défenseur courageux et inlassable de la démocratie ».

#### Russie
Garry Kasparov, cofondateur de Solidarnost avec Nemtsov, se dit « anéanti par le meurtre brutal de son collègue de longue date dans l'opposition », fait le parallèle avec le meurtre d'Anna Politkovskaïa, et accuse Vladimir Poutine d'avoir « des océans de sang sur les mains ».
Alexeï Navalny a exclu que cet assassinat ait été possible sans autorisation du pouvoir.

#### Ukraine
Le président ukrainien Petro Porochenko a réagi sur son compte Facebook : « [Boris Nemtsov] était un pont entre l'Ukraine et la Russie, et ce pont a été détruit par les coups de feu d'un assassin. Je pense que ce n'est pas par hasard ». À la télévision, Petro Porochenko a assuré que Boris Nemtsov avait été assassiné parce qu'il « disait qu'il allait révéler des preuves convaincantes de l'implication des Forces armées russes en Ukraine. Quelqu'un avait très peur de cela, ils l'ont tué ».
De plus, en rendant hommage à Boris Nemtsov, de nombreuses personnes ont déposé des bouquets de fleurs dans le centre de plusieurs villes importantes d'Ukraine, notamment dans la capitale, Kiev.

## Boris Nemtsov Plaza
Le 6 décembre 2017, la fille de Boris Nemtsov, Janna Nemtsova, est venue d'Allemagne, accompagnée d'autres membres de sa famille et de dissidents russes, pour exhorter les membres du Conseil local de Washington à renommer une partie de la rue devant l'ambassade de Russie « Boris Nemtsov Plaza » en l'honneur de son père et comme un signal aux autorités russes de la désapprobation américaine de leur politique et de leur rôle présumé dans l'assassinat de Nemtsov. Le président du Conseil, Phil Mendelson, s'est porté co-auteur du projet de loi visant à officialiser le changement. Depuis février 2018, la partie de la rue devant l'ambassade de Russie s’appelle officiellement « Boris Nemtzov plaza ».